# R.L. Stine – Geisterstadt: Kabinett des Schreckens
R.L. Stine – Geisterstadt: Kabinett des Schreckens (Originaltitel  R.L. Stine’s Monsterville: Cabinet of Souls) ist eine US-amerikanische Horrorkomödie von Regisseur Peter DeLuise. Die Hauptrollen spielen Dove Cameron, Katherine McNamara, Braeden Lemasters, Tiffany Espensen und Ryan McCartan. Gedreht wurde für 4,4 Millionen US-Dollar in Vancouver, British Columbia. Der Film wurde in den Vereinigten Staaten am 29. September 2015 Direct-to-Video veröffentlicht. Die deutsche Fassung entstand bei den SPEEECH Audiolingual Labs in München unter Dialogregie von Madeleine Stolze und erschien am 15. Oktober 2015 auf DVD.
Begleitend zum Film veröffentlichte R. L. Stine 2016 einen gleichnamigen Roman als Beginn einer Monsterville-Reihe, die 2019 mit The Haunted Getaway fortgesetzt wurde.

## Handlung
Beth und Kellen sind beste Freunde, gleichzeitig ist Kellen heimlich in Beth verliebt. Bei einem Tanzwettbewerb auf dem Halloween-Markt begegnet Beth dem gutaussehenden Hunter und verguckt sich in ihn. Kellen ist davon gar nicht begeistert und traut dem Neuen nicht über den Weg. Als die Wander-Horrorshow von Dr. Hysteria  und seiner Assistentin Lillith nach Danville kommt, zieht der Grusel in die Stadt ein. Gemeinsam mit ihren Freunden Kellen, Nicole, Luke und Hunter geht auch Beth in das Gruselkabinett. Die Freunde sind fasziniert von den real wirkenden Geistern, Hexen, Untoten und Dämonen, bis Beth eine schreckliche Entdeckung macht. Gerade als Kellen Beth seine Liebe gestehen will, wird Beth von der Gruppe getrennt und landet in einem Hinterzimmer der Horrorshow. Dort beobachtet sie einen Vampir und einem Zombie und stellt erschreckt fest, dass die beiden keine Schauspieler, sondern echte Gruselkreaturen sind.
Als Beth aus dem Gruselkabinett kommt, erzählt sie Hunter und Kellen davon. Ersterer glaubt ihr, Kellen nicht. Enttäuscht wendet Beth sich von ihm ab und recherchiert auf eigene Faust nach. Sie findet heraus, dass die Wander-Horrorshow ein Jahr zuvor in einer anderen Stadt war und dort danach Andrea Payton verschwand. Beth will die Wahrheit herausfinden und begibt sich mit Hunter erneut in das Gruselkabinett. Gemeinsam entdecken sie in einem weiteren Hinterzimmer einen mysteriösen Schrank. Als Beth den Schrank öffnet und hineingeht, entdeckt sie die Seelen verschwundener Teenager, die gefangen gehalten werden. In der Zwischenzeit geht Dr. Hysteria auf die Jagd nach neuen Seelen. Er findet in Nicole und Luke die richtigen Personen und hypnotisiert sie, damit sie ihn zu seinem Seelenschrank begleiten.
Lillith, die in die Machenschaften Dr. Hysterias eingeweiht ist, macht sich an Kellen heran und will ihn dazu bringen, sich der Wander-Horrorshow anzuschließen. Sie zeigt ihm, dass er Beth nie haben wird und dass Dr. Hysteria ihm in seiner Show einen besonderen Platz bereithält. Beth will der Show und vor allem Dr. Hysteria das Handwerk legen. Als sie ihn zur Rede stellt, muss sie erkennen, dass Lillith und Hunter die Kinder von Dr. Hysteria sind und Hunter sie die ganze Zeit benutzt hat. Gemeinsam mit Kellen, der sich der Hypnose von Lillith entzogen hat, können sie Dr. Hysteria, Lillith, Hunter und die Wander-Horrorshow zerstören. Nachdem sich die Wander-Horrorshow aufgelöst hat, verwandeln sich Nicole und Luke sowie Andrea in ihre alte Persönlichkeit zurück. Beth erkennt, dass sie Kellen liebt und die beiden küssen sich.
Am Ende sieht man den mysteriösen Seelenschrank mitten im Wald stehen und einige Seelen versuchen, aus dem Schrank zu fliehen.

## Synchronisation
| Figur            | Darsteller         | Deutscher Sprecher |
| ---------------- | ------------------ | ------------------ |
| Beth             | Dove Cameron       | Maressa Sedlmeir   |
| Lilith           | Katherine McNamara |                    |
| Kellen           | Braeden Lemasters  |                    |
| Nicole           | Tiffany Espensen   |                    |
| Hunter           | Ryan McCartan      | Max Felder         |
| Luke             | Casey Dubois       |                    |
| Dr. Hysteria     | Andrew Kavadas     |                    |
| Nora             | Fiona Vroom        | Ilena Gwisdalla    |
| Andrea Payton    | Laine MacNeil      | Anna Ewelina       |
| Zombie-Verkäufer | Sean Tyson         | Matthias Kupfer    |

## Rezeption
„Eine Gruselkomödie für Jugendliche, die ihre Zielgruppe mit gemäßigten Schreckmomenten durchaus zu bedienen weiß. Dabei bleibt die Story allerdings letztlich austauschbares Stückwerk, die sich mit Albernheiten und einem Sammelsurium an Monstern über die Zeit rettet.“

## Weiterführende Informationen
Literatur
- R. L. Stine: Cabinet Of Souls (= Monsterville. Band 1). Scholastic, New York City 2016, ISBN 978-1-338-03252-9 (englisch).

Weblinks
- R.L. Stine – Geisterstadt: Kabinett des Schreckens bei IMDb
- R.L. Stine – Geisterstadt: Kabinett des Schreckens in der Deutschen Synchronkartei
- R.L. Stine – Geisterstadt: Kabinett des Schreckens bei Rotten Tomatoes (englisch)

Belege
1. ↑   Freigabebescheinigung für R.L. Stine – Geisterstadt: Kabinett des Schreckens. Freiwillige Selbstkontrolle der Filmwirtschaft, August 2015 (PDF; Prüfnummer: 153 839 V).
2. ↑  R.L. Stine – Geisterstadt: Kabinett des Schreckens. In: Filmstarts. Abgerufen am 5. November 2021.
3. ↑  R.L. Stine – Geisterstadt: Kabinett des Schreckens. In: Lexikon des internationalen Films. Filmdienst, abgerufen am 5. November 2021. (Bewertung: )

- Weitere Filmlinks:
- OFDb: Link |
- Schnittberichte: Link |
- TMDb: Link |
- Letterboxd: Link |
- bearbeiten